# Cerastium dicrotrichum
Cerastium dicrotrichum là loài thực vật có hoa thuộc họ Cẩm chướng. Loài này được Fenzl ex Rohrb. mô tả khoa học đầu tiên năm 1872.